# Bradya proxima
Bradya proxima är en kräftdjursart som beskrevs av T. Scott 1912. Bradya proxima ingår i släktet Bradya och familjen Ectinosomatidae. Arten har ej påträffats i Sverige. Inga underarter finns listade i Catalogue of Life.